# Triforis attenuatispira
Triforis attenuatispira är en snäckart som först beskrevs av Powell 1937.  Triforis attenuatispira ingår i släktet Triforis och familjen Triforidae. Inga underarter finns listade i Catalogue of Life.